# Hoerner Bank
O Hoerner Bank é um dos mais antigos bancos alemães fundados em 1849 e localizado em Heilbronn, Baden-Württemberg. Além da gestão de ativos e da banca privada, concentra-se no processamento de questões imobiliárias internacionais.

## História
- 1849 - criação de uma agência de emigrantes na América - Agentur für Auswanderer nach Amerika
- 1903 - empresa fundada banco americano Eugen Hoerner & Carl Laiblin - Amerikanisches Bankgeschäft Eugen Hoerner & Carl Laiblin
- 1934 - novo nome da empresa Eugen Hoerner GmbH Spezialbankgeschäft zur Erhebung von Erbschaften
- 1996 - o banco mudou sua forma jurídica de uma sociedade de responsabilidade limitada a uma corporação de ações e várias subsidiárias foram fundadas.

## Negócios
Os negócios incluem investimento e gestão de ativos, financiamentos, planejamento de ativos e herança, seguros, aposentadoria e herança internacional e assistência patrimonial. O banco está representado regionalmente no mercado com seus serviços bancários clássicos (banco regional).

Uma característica especial é o processamento de questões imobiliárias internacionais. O Hoerner Bank AG é um dos maiores e mais antigos herdeiros da Alemanha e um dos três líderes mundiais do mercado no processamento de assuntos imobiliários internacionais. As divisões são compostas por 60 funcionários, além de um grande número de correspondentes internacionais adicionais. Essas unidades de negócios são baseadas na Agência para Emigrantes, fundada antes de 1849, e no setor bancário especializado para coleta de heranças americanas.